# Fellype Gabriel
Fellype Gabriel (ur. 6 grudnia 1985) – brazylijski piłkarz występujący na pozycji pomocnika.

## Kariera klubowa
Od 2005 roku występował w klubach CR Flamengo, Cruzeiro EC, CD Nacional, Portuguesa, Kashima Antlers, Botafogo, Nadi asz-Szarika, SE Palmeiras, CR Vasco da Gama i Boavista.